# Solenobia douglasii
Solenobia douglasii är en fjärilsart som beskrevs av Henry Tibbats Stainton 1854. Solenobia douglasii ingår i släktet Solenobia och familjen säckspinnare. Inga underarter finns listade i Catalogue of Life.